# San Quentin (1937)
San Quentin is een Amerikaanse misdaadfilm uit 1937 onder regie van Lloyd Bacon. Destijds werd de film in Nederland uitgebracht onder de titel Opstand in San Quentin.

## Verhaal
Kapitein Stephen Jameson moet orde op zaken stellen in de gevangenis van San Quentin. Hij wordt verliefd op May, de zus van een gedetineerde in San Quentin. Stephen durft May niet te vertellen over zijn beroep. Wanneer ze een poging doet om geld te geven aan haar broer, wordt ze door de bewakers naar het kantoor van Stephen gezonden. 

## Rolverdeling
| Acteur          | Personage                |
| --------------- | ------------------------ |
| Pat O'Brien     | Kapitein Stephen Jameson |
| Humphrey Bogart | Joe Kennedy              |
| Ann Sheridan    | May                      |
| Barton MacLane  | Luitenant Druggin        |
| Joe Sawyer      | Hansen                   |
| Veda Ann Borg   | Helen                    |
| Archie Robbins  | Mickey Callahan          |
| Joe King        | Mijnheer Taylor          |
| Gordon Oliver   | Kapitein                 |
| Garry Owen      | Dopey                    |
| Marc Lawrence   | Venetti                  |
| Emmett Vogan    | Luitenant                |
| William Pawley  | Gedetineerde             |
| Al Hill         | Gedetineerde             |
| Max Wagner      | Gedetineerde             |